# Балашов Лев Сергійович
Лев Сергі́йович Балашо́в (17 лютого 1929, Ленінград — 27 червня 2015, Київ) — український геоботанік російського походження, професор (2015), доктор біологічних наук (1994). Лауреат премії АН УРСР імені М. Г. Холодного (1990). Автор понад 200 наукових праць, зокрема 9 монографій.
Вивчав лучну та болотну рослинність Полісся та Лісостепу України, їх зміну під впливом діяльності людини, зокрема наслідки Чорнобильської катастрофи. Зробив суттєвий внесок в охорону природи України, обґрунтувавши створення близько 20-ти заповідних територій і виступаючи проти осушення боліт і річок Полісся.

## Життєпис

### Дитинство
Народився в Ленінграді (нині Санкт-Петербург), більшу частину дитинства провів у його передмісті Сестрорецьку на північному узбережжі Фінської затоки. Батьки  — Сергій Іванович і Марія Сергіївна (до шлюбу Петрова), за освітою відповідно радіоелектронник та інженер-електрик, були громадськими активістами, «синеблузниками». Батько працював на заводі «Червона Заря» і згодом інженером у відділеній від заводу Центральній лабораторії провідного зв'язку, займаючись радіоелектронікою. Мати після народження другої дитини, Ірини, працювала бухгалтеркою у приміському колгоспі.
Перед Блокадою Ленінграду в 1941 році разом із матір'ю і сестрою був евакуйований з міста у Вологодську область, де вони працювали в колгоспі. Батько Л. С. Балашова у війну був приписаний до військового складу ПММ. У 1944 році з військовою частиною батька вся родина потрапила в Румунію, де Л. С. Балашов два роки ходив до радянської школи в Бухаресті. Певний час родина також жила в Рені Одеської області. Згодом осіли у місті Ніжин Чернігівської області, де поховані батьки Л. С. Балашова. У Ленінград родина не повернулася через проблеми зі здоров'ям С. І. Балашова: лікарі рекомендували йому південніший клімат.

### Освіта і подальше життя
Навчався в Ніжинському державному педагогічному інституті імені М. В. Гоголя, який закінчив 1952 року. Під час навчання зустрів свою майбутню дружину, однокурсницю Світлану Петрівну Головко (1930—2011) з міста Миргорода.
У 1952–1959 роках працював асистентом кафедри ботаніки Ніжинського педагогічного інституту.
1959 року вступив до аспірантури в Інститут ботаніки імені М. Г. Холодного НАН України. Його науковим керівником тут була болотознавець Єлизавета Модестівна Брадіс. З 1962 року працював у відділі геоботаніки цього закладу, переїхавши з дружиною і двома синами у Київ, де отримав у 1964 році квартиру в Академмістечку на бульварі Вернадського.
У 1965 році захистив кандидатську дисертацію. З 1969 року працював на посаді старшого наукового співробітника Інституту ботаніки.
1994 року захистив докторську дисертацію і після цього продовжив працювати у відділі геоботаніки провідним науковим співробітником.
З 2006 року був частково зайнятий у Кам'янець-Подільському національному університеті імені Івана Огієнка, де працював над підготовкою нових кадрів, керував дисертаційними роботами.
До останніх місяців свого життя зберігав працездатність і ясність мислення, продовжуючи наукову діяльність до початку 2015 року. Помер 28 червня 2015 року від ускладнень після інсульту. Сини, онуки та правнуки Л. С. Балашова живуть у Києві. Один з онуків — зоолог І. О. Балашов.

## Наукові дослідження
У період навчання в аспірантурі діяльність Л. С. Балашова була спрямована на вивченні рослинності долини р. Снов у Чернігівському Поліссі. Опублікував низку праць на цю тему у 1961—1971 роках. Основна увага в цих працях була приділена вивченню лук, боліт і вищої водної рослинності. У 1965 році захистив кандидатську дисертацію на тему «Луки заплави р. Снов».
Л. С. Балашов вивчав рослинність на багатьох болотних і лучних ділянках Полісся, які мають пріоритетну природоохоронну цінність. Наприклад, особливу увагу в 1970-х роках було приділено болотам Видра (Чернігівщина) та Переброди (Рівненщина). За результатами таких досліджень Л. С. Балашов зробив значний внесок у справу охорони природи, обґрунтувавши створення загалом близько 20 болотних і лучних природоохоронних об'єктів.
З 1970-х років Л. С. Балашов багато працював на вивчення рослинності Поліського природного заповідника, першим з ботаніків детально описавши цю територію. Запропонував зонування заповідника, виділення ділянок повної заповідності. У 1983 році результатом цієї роботи стала монографія про рослинність Поліського заповідника.
Інтенсивно вивчав вплив меліорації, осушення боліт, на рослинність Полісся, зазначаючи при цьому її негативний вплив на довкілля. З 1970-х років досить активно виступав проти масового осушення боліт і річок Полісся, зокрема проти таких планів щодо р. Снов. Намагався вплинути на цю проблему публікуючи заклики скоротити обсяги осушення земель у газеті «Правда Украины» та науково-популярному журналі «Рідна Природа». Особливо вагомі наукові праці Л. С. Балашова щодо впливу меліорації на рослинність були опубліковані на початку 1980-х років, зокрема монографія «Изменение растительности и флоры болот УССР под влиянием мелиорации» (1982).
Значна кількість праць Л. С. Балашова була присвячена класифікації лучної рослинності. Найбільш значні з таких робіт були опубліковані у другій половині 1980-х років, перш за все це монографія «Типология лугов Украины и их рациональное использование» 1988 року.
Був одним з авторів відомої науково-популярної книги про Полісся «В краю ландыша и азалии» (1989).
Докторська дисертація — «Антропогенні зміни, оптимізація використання і охорона трав'янистої рослинності Полісся і Лісостепу України» (1994).
Відразу після Чорнобильської катастрофи і до 2001 року активно вивчав зміни рослинності у зоні відчуження, вплив радіоактивного забруднення на довкілля, присвячуючи цим питанням свою основну увагу і опублікувавши на цю тему значну кількість наукових праць.

## Найважливіші праці

### Наукові статті
- Балашов Л. С. Рослинність мезотрофних боліт долини р. Снов // Український ботанічний журнал. — 1962. — 19, № 1. — С. 64-72.
- Брадис Е. М., Балашев Л. С. Болота Западной Подолии // Природа болот и методы их исследования. — Ленинград: Наука, 1967. — С. 43-47.
- Пашкевич Г. О., Балашов Л. С. Розвиток рослинності долини р. Снов в голоцені // Фізична географія та геоморфологія. — 1971. — 6. — С. 66-72.
- Балашев Л. С. Индикация интенсивности осушения болот по растительному покрову // Экология. — 1980. — № 3. — С. 31-36.
- Балашев Л. С. Антропогенные изменения лугов Украинского Полесья // Экология. — 1991. — № 1. — С. 3-9.
- Балашов Л. С., Францевич Л. І. Чи оголошувати зону відчуження і зону безумовного (обов'язкового) відселення заповідником? // Бюлетень екологічного стану зони відчуження. — 1997. — 10. — С. 21-26.
- Балашов Л. С. Прогноз розвитку рослинного покриву на території зони відчуження ЧАЕС // Український ботанічний журнал. — 1999. — 56, № 3. — С. 388—393.
- Балашев Л. С., Зуб Л. Н., Савицкий А. А. Типы водоемов Киева по флористическому составу высшей водной растительности // Биология внутренних вод. — 2000. — № 1. — С. 5-12.
- Балашов Л. С. Рослини Червоної книги України у зоні відчуження ЧАЕС // Український ботанічний журнал. — 2003. — 60, № 5. — С. 528—536.
- Слівінська К. А., Балашов Л. С. Фітоценотичний склад кормових угідь коня Пржевальського (Equus przewalskii Poljakov, 1881) в умовах Чорнобильської зони відчуження // Український ботанічний журнал. — 2006. — 63, № 1. — С. 22-30.
- Балашов Л. С. Класифікація екосистем заплавних лук України // Український фітоценотичний збірник. Серія С. — 2006. — 23. — С. 107—113.

### Монографії
- Балашев Л. С., Андриенко Т. Л., Григора И. М., Кузьмичев А. И. Изменение растительности и флоры болот УССР под влиянием мелиорации. — Киев: Наукова Думка, 1982. — 290 с.
- Балашев Л. С. Растительность Полесского государственного заповедника. — Киев, 1983. — 160 с.
- Балашев Л. С., Сипайлова Л. М., Соломаха В. А., Шеляг-Сосонко Ю. Р. Типология лугов Украины и их рациональное использование. — Киев: Наукова Думка, 1988. — 240 с.
- Воробйов Є. О., Балашов Л. С., Соломаха В. А. Синтаксономія рослинності Поліського природного заповідника // Український фітоценотичний збірник. Серія Б. — 1997. — 1(8). — 128 с.
- Шестопалов В. М., Францевич Л. І., Балашов Л. С. та ін. Автореабілітаційні процеси в екосистемах Чорнобильської зони відчуження. — Київ: АНТ Лтд, 2001. — 252 с.
- Балашов Л. С., Даниленко М. А., Сипайлова Л. М. Кормовиробництво. Луки Чернігівщини. — Чернігів: Чернігівські обереги, 2006. — 280 с.

### Науково-популярні видання
- Смык Г. К., Балашев Л. С., Бортняк Н. Н. и др. В краю ландыша и азалии. — Киев: Урожай, 1989. — 208 с.
- Смик Г. К., Грабовський В. Б., Балашов Л. С. Живі смарагди України: оповіді про рослини. — Київ: Молодь, 1990. — 224 с.